# ダヴィッジ・グールド

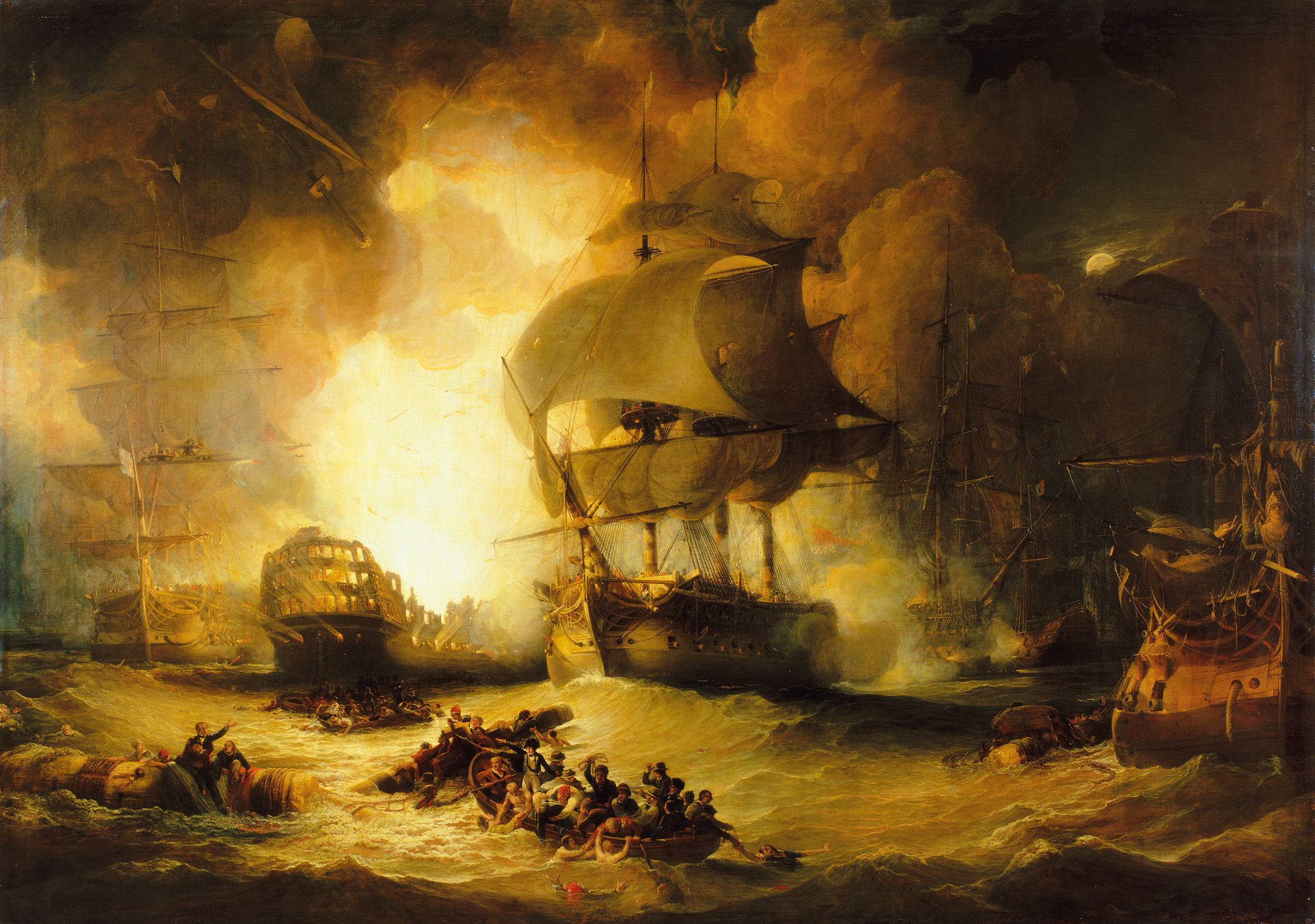
ジョージ・アーノルド作『ナイルの海戦』

サー・ダヴィッジ・グールド（Sir Davidge Gould、1758年 - 1847年4月23日）は、イギリス海軍士官であり、バス勲爵士である。アメリカ独立戦争、フランス革命戦争、ナポレオン戦争で活躍し、ついには提督に昇進した。ナイルの海戦での、ホレーショ・ネルソンのバンド・オブ・ブラザーズの一員である。

## 家族と海軍入隊
グールドはサマセット州ブリッジウォーターに、シャーパムパークの牧師である父リチャードの子として生まれた。作家であるヘンリー・フィールディングと妻のサラ・フィールディング、自然科学者のウィリアム・グールドは遠縁にあたる。おじのサー・ヘンリー・グールドは民事訴訟裁判所の裁判官だった。1772年5月に海軍に入り、志願兵としてアラーム艦上で地中海での任務についた。その後北アメリカ沿岸に転属され、そこで士官候補生となった。1779年5月7日には海尉に昇進し、その後ウィンチェルシーとフェニックスに乗艦した。アメリカ独立戦争の海戦に立ち会い、また沿岸の砲台への攻撃や、敵艦の拿捕にも参加した。
グールドは引き続きユリシーズ、ブリストルやコンカラーにも配属された、コンカラー乗艦時には、ジョージ・ブリッジズ・ロドニー提督によるセインツの海戦の勝利に立ち会った。その後フォーミダブルに転属となり、1782年6月に指揮官に昇進して、その後はイギリス本国や地中海艦隊でスループ船パチャハンターPachahunter、そしてパイレーズやフェレットの指揮をまかされた。パイレーズでは、密輸の取り締まりの任務で1年余りを過ごした。その後は4年間半給生活を送ったが、1789年3月23日にポストキャプテンとなり、フリゲート艦ブルーンの指揮官となった。

## 艦長の歴任

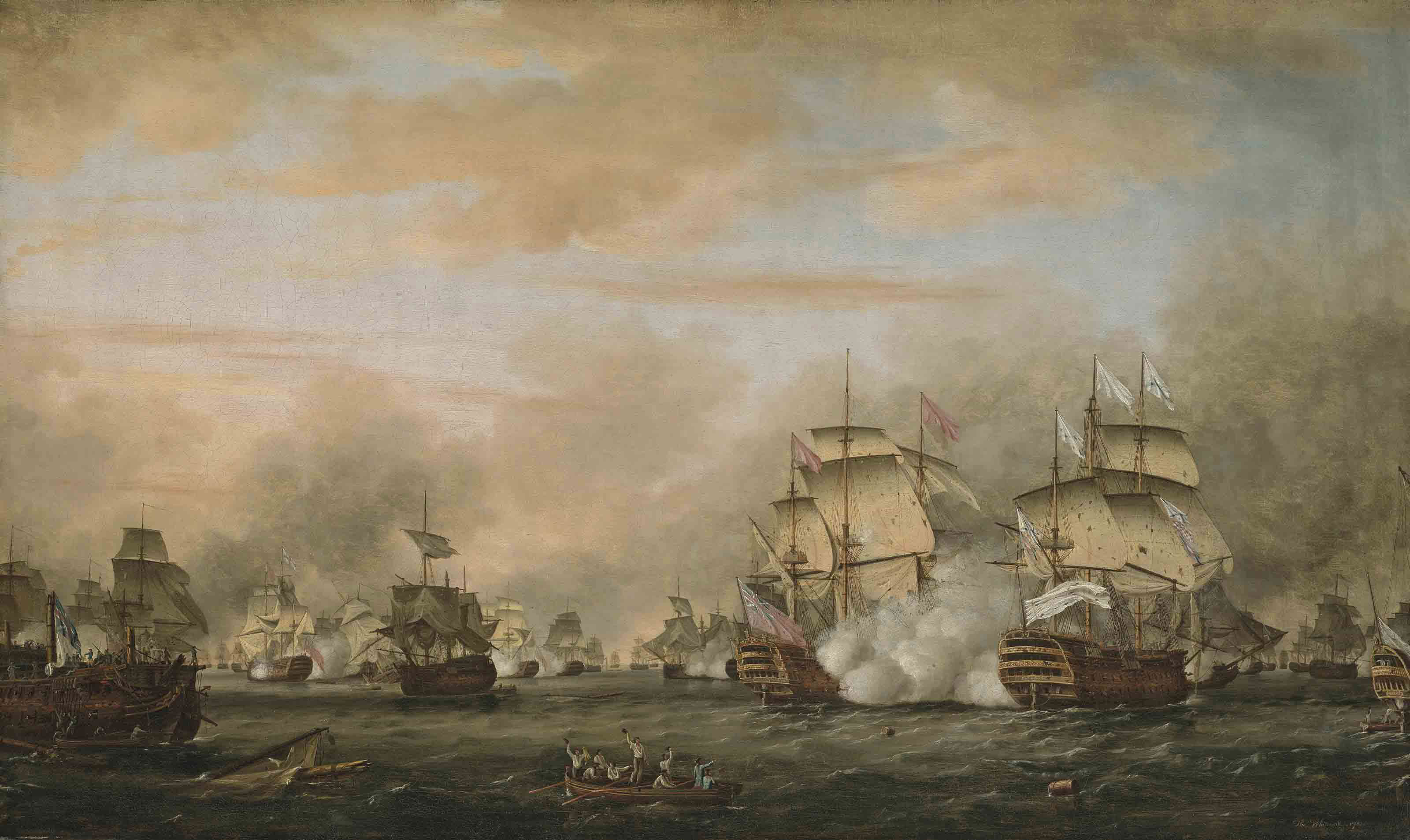
セインツの海戦　トマス・ホイットコンブ作

グールドはブルーンに乗艦して、西インド諸島の駐留地を目指した、しかし1794年にはコルシカの鎮圧のため、地中海でサイクロプスの指揮を執り、その後は1795年3月のジェノヴァの海戦でベッドフォードを指揮し、同年7月にはイエール諸島の海戦に、ウィリアム・ホサム中将の艦隊の一員として参戦した。ジェノヴァの海戦では、ジェノヴァ沖にいたベッドフォードはフランス艦サ・イラ とサンスールの砲火を受け、結果、ベッドフォードの乗員9人が戦死し17人が負傷した。1796年にはオーディシャスの指揮を執り、カディス攻撃の際はジョン・ジャーヴィス提督の指揮下にいた。その後、オーディシャスが、ネルソンのフランス軍偵察戦隊に召集された時も指揮官を務めていた。8月1日、グールドはナイルの海戦でオーディシャスを指揮し、フランス艦コンケランと交戦して降伏させ、その後1798年から1799年にかけてマルタとジェノヴァの封鎖に参戦した。

## 提督への昇進と晩年

軍人に授与されるグランドクロス

オーディシャスは1800年の後半、イギリスへの船団を護送し、到着と同時に指揮官を退いた。翌1801年の春、グールドはマジェスティックの指揮を執り、本国と西インド諸島で任務についた。1803年から1804年まではウィンザー・キャッスルを指揮したが、病気のため指揮官を降りざるを得なくなった。その後は海で任務につくことはなかった。1807年10月に中将に、1825年には大将に昇進した。ナイルの海戦での功績でゴールドメダルを授与され、1815年にはバス勲章ナイト・コマンダーを、1833年にはバス勲章ナイト・グランド・クロスを受けた。1846年11月17日には連合王国海軍中将となり、死ぬまでその地位にあった。

## 私生活
グールドは1803年、トーントンの大執事ウィリアム・ウィリーズ牧師の長女であるハリエットと結婚した。2人には子供がなかった。グールドは年間300ポンドの恩給を支給され、1847年4月23日、ヘレフォードシャー州ホークスヘッドで89歳で死去した。ナイルで共に戦った艦長仲間である、バンド・オブ・ブラザーズの中では最も長生きであった。